# Lophocebus johnstoni
Lophocebus johnstoni là một loài của linh trưởng thuộc gia đình Cercopithecidae. Trước đây được xem là phân loài của Lophocebus albigena, nhưng gần đây nó đã được nâng cấp thành loài, cùng với Lophocebus osmani và Lophocebus ugandae.